# Bad Zurzach
Bad Zurzach là một đô thị ở huyện Zurzach, bang Aargau, Thụy Sĩ.

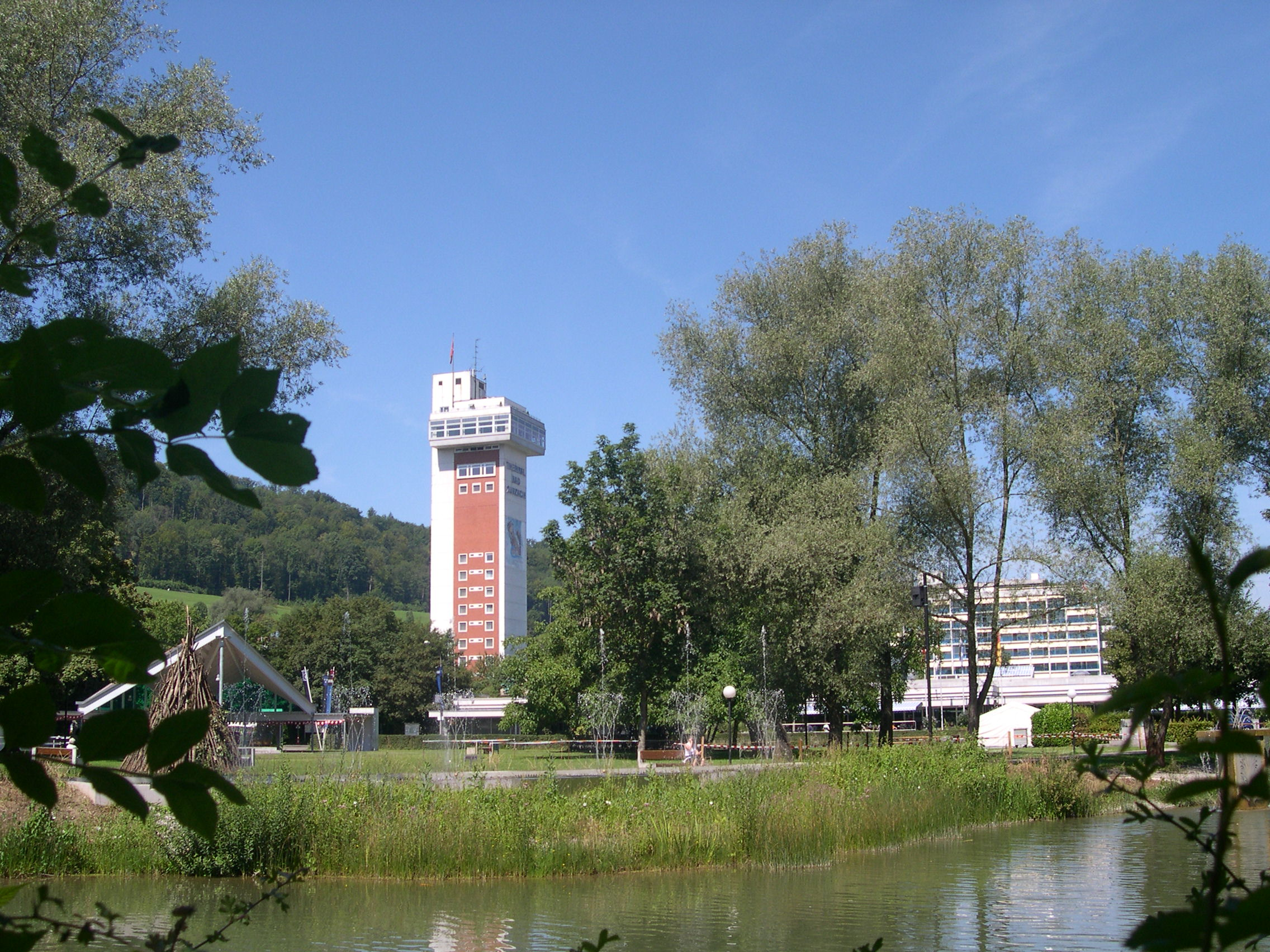
Bad Zurzach